# 1,2-Dibromo-3-chloropropane
Pour les articles homonymes, voir Dibromochloropropane (homonymie) et DBCP.
Le 1,2-dibromo-3-chloropropane (DBCP, vendu sous la marque Nemagon) est un dibromochloropropane pesticide développé dans les années 1950 par Dow Chemical et Shell Oil principalement, et utilisé dans les bananeraies en Amérique centrale, dans les Caraïbes, en Afrique de l'Ouest et aux Philippines des années 1960 jusqu'aux années 1980, bien que banni aux États-Unis en 1979.
Il agit en détruisant les nématodes, vers microscopiques qui s'attaquent aux racines du bananier.

## Structure chimique
Le 1,2-dibromo-3-chloropropane est un isomère particulier du dibromochloropropane. L'atome de carbone 2 (au centre) est
asymétrique et donc ce dibromochloropropane se présente sous forme de deux énantiomères :
- (R)-1,2-dibromo-3-chloropropane
- (S)-1,2-dibromo-3-chloropropane

| 1,2-Dibrom-3-chlorpropane (2 stéréoisomères) | 1,2-Dibrom-3-chlorpropane (2 stéréoisomères) |
| -------------------------------------------- | -------------------------------------------- |
| (R)-configuration                            | (S)-configuration                            |

## Procès
Les premiers problèmes de santé furent observés en 1977. On estime que 22 000 à 35 000 Nicaraguayens sont affectés par des maladies telles que cancer, cécité, infertilité, enfants handicapés, problèmes de peau, maux de tête…

### Tellez vs Dole Food Company
En 2007, lors d'un procès à Los Angeles, la ferme américaine Dole Food Company fut condamnée à verser plusieurs millions de dollars à des ouvriers agricoles nicaraguayens, défendus par l'avocat Juan Dominguez, le jury ayant considéré qu'une partie des plaignants avait apporté la preuve que la stérilité dont ils souffraient avait été provoquée par l'exposition au DBCP, en connaissance de cause par la compagnie de ses effets reprotoxiques.
Ce procès fit l'objet d'un documentaire du réalisateur suédois Fredrik Gertten en 2009, intitulé Bananas!*. Le film montre notamment comment le procès mit en évidence un accord de la fin des années 1970 entre Dow Chemical et Dole Food Company, son principal client, dans lequel la firme chimique réclamait une clause de non-responsabilité en cas d'éventuels procès émanant de victimes exposées au DBCP. Dow, qui avait alors cessé de vendre ce produit, fut attaqué par Dole pour rupture abusive de contrat, et Dole acheva d'utiliser tous les stocks disponibles de DBCP, y compris après l'interdiction aux États-Unis. Le cinéaste Gertten note en fin de film que les pesticides représentent un tiers du coût de production des bananes.
Cependant, Dole fit appel de ce procès, et en juillet 2010, la juge Victoria G. Chaney de la 2e Cour de district d'appel de Californie débouta les plaignants nicaraguayens, affirmant qu'ils n'avaient pas apporté la preuve qu'ils avaient bien travaillé dans les bananeraies de Dole trente ans auparavant. Elle accusa les avocats nicaraguayens et américains, dont Juan Dominguez, d'avoir recruté à leur insu de faux plaignants afin d'obtenir des honoraires conséquents. Le documentaire Bananas!* cite, à la fin du procès en première instance, l'avocat de Dole qui affirme qu'il s'agissait d'une défaite pour les avocats, puisque le pourcentage prélevé sur les 3,2 millions de dollars accordés aux plaignants ne suffirait pas, loin de là, à couvrir les frais avancés. Selon le Los Angeles Times, la juge Chaney conclut que sur les six plaignants, deux n'avaient jamais travaillé dans des bananeraies, l'un avait participé à la fraude, et les trois autres n'avaient pour eux que des preuves « équivoques » pour appuyer leurs témoignages selon lesquels ils avaient travaillé pour Dole. La juge rejeta les accusations de l'un des avocats des plaignants, Steve Condie, selon lesquelles Dole aurait acheté des faux-témoignages afin de mettre en doute la véracité des témoignages des plaignants. Condie déclara qu'il ferait appel, notamment au motif que la juge avait maintenu secrète l'identité de ces contre-témoins appelés par Dole.
Après que le documentaire Banana!* ait été montré au Los Angeles Film Festival de juin 2009, Dole attaqua le réalisateur pour diffamation. L'action échoua, Dole étant en revanche condamné à payer à l'équipe du film quelque 200 000 dollars de frais de défense. Gertten en fit un nouveau documentaire, Big Boys Gone Bananas!* (2011).

### Plainte pour génocide
Des ouvriers agricoles de Côte d'Ivoire ont déposé plainte aux États-Unis, contre Dow Chemicals, Shell Oil, AMVAC Chemical Corporation et Dole Food, pour génocide et crimes contre l'humanité, en s'appuyant sur l'Alien Torts Claim Act (en) (affaire Abagninin v. AMVAC Chemical Corp. [No. 07-56326]). La Cour d'appel pour le 9e circuit rejeta en 2008 la requête affirmant que la preuve de l'intention délibérée n'avait pas été apportée.